# Arabis turrita
Arabis turrita é uma planta herbácea da família das Brassicaceae, a que também pertencem as couves, os nabos e a mostarda. As folhas da base, em roseta, são dentadas e espatuladas; tem também folhas caulinares elípticas. As flores, amarelas, estão dispostas em corimbo.